# Idaea valesiaria
Idaea valesiaria là một loài bướm đêm trong họ Geometridae.